# The City on the Edge of Forever
"The City on the Edge of Forever" é o vigésimo oitavo e penúltimo episódio da primeira temporada da série de ficção científica estadunidense Star Trek: The Original Series. Foi exibido pela primeira vez nos Estados Unidos pela NBC em 6 de abril de 1967, tendo sido escrito oficialmente por Harlan Ellison e dirigido por Joseph Pevney. The Original Series se passa no século XXIII e acompanha as aventuras da tripulação da nave estelar USS Enterprise. Neste episódio, o doutor Leonard McCoy altera o passado terrestre e o capitão James T. Kirk e o comandante Spock precisam ir atrás dele e corrigir as mudanças.
A ideia original do episódio foi desenvolvida por Ellison, porém foi considerada muito cara para ser produzida e acabou sendo reescrita por Steven W. Carabatsos, D. C. Fontana e Gene Roddenberry, todos de forma não creditada. Estas reescritas enfureceram Ellison e isto levou a uma richa duradoura dele com Roddenberry, o produtor executivo e criador de The Original Series. A atriz Joan Collins apareceu de forma convidada como Edith Keeler e as filmagens ocorreram no início de fevereiro de 1967 durante oito dias, com o episódio estourando seu orçamento e ultrapassando seu cronograma de filmagens.
"The City on the Edge of Forever" teve bons números de audiência com mais de onze milhões de telespectadores e foi aclamado pela crítica especializada, sendo considerado um dos melhores episódios não apenas de The Original Series mas também da franquia Star Trek como um todo. Ele venceu o Prêmio do Sindicato dos Roteiristas de Melhor Drama Episódico em Televisão e também o Prêmio Hugo de Melhor Apresentação Dramática. O Guardião da Eternidade já apareceu em vários romances do universo de Star Trek, bem como também em episódios de Star Trek: The Animated Series e Star Trek: Discovery.

## Enredo
A USS Enterprise está investigando um misterioso planeta que está causando distorções temporais. O doutor Leonard McCoy acidentalmente se injeta com uma dose perigosa de um medicamento quando uma onda temporal chacoalha a nave, fazendo-o entrar em um frenesi insano e fugir para a superfície do planeta. Uma equipe avançada que inclui o capitão James T. Kirk e o comandante Spock vai atrás dele, descobrindo em meio as ruínas da superfície uma estrutura brilhante senciente que se chama o Guardião da Eternidade, um portal capaz de transportar pessoas para qualquer lugar em qualquer época. Enquanto isso, McCoy ainda em frenesi aproveita a distração e atravessa o portal, o que faz com que a equipe perca contato com a Enterprise. O Guardião explica que McCoy alterou o passado a ponto da realidade que conheciam deixar de existir.
O único jeito de corrigir os danos na linha temporal é viajar no tempo atrás de McCoy e impedir que ele faça a mudança. Kirk e Spock atravessam o portal e vão parar em Nova Iorque em 1930, durante a Grande Depressão. Eles se disfarçam e acabam conhecendo Edith Keeler, dona de um restaurante popular, que lhes oferece um trabalho e um local para morar. Spock tenta usar registros do seu tricoder para determinar qual foi a mudança na linha do tempo enquanto Kirk trabalha com Keeler, mas ele se apaixona por ela. Sem os dois saberem, McCoy também conhece Keeler, que o ajuda a se recuperar de seu frenesi. Spock acaba descobrindo que Keeler deveria morrer em um acidente automobilístico, mas foi salva por McCoy. Isto criou uma realidade alternativa em que ela fundou um movimento pacifista que atrasou a entrada dos Estados Unidos na Segunda Guerra Mundial, permitindo que a Alemanha Nazista desenvolvesse uma bomba nuclear e vencesse a guerra. Keeler deve morrer para impedir milhões de mortos e restaurar o futuro.
Kirk e Keeler tem um encontro juntos e na volta ela menciona casualmente o nome de McCoy. Kirk, surpreso, atravessa uma rua e corre de volta ao restaurante para avisar Spock. Ao mesmo tempo, McCoy sai de dentro do restaurante e os três são reunidos. Keeler observa tudo e começa a atravessar a rua para encontrá-los e, distraída, não percebe um caminhão aproximando-se. Kirk intuitivamente tenta salvá-la, mas é paralisado com um aviso de Spock, relutantemente segurando McCoy para que este também não possa salvá-la. Keeler é atropelada e morre. McCoy, incrédulo, pergunta se Kirk tem ideia do que acabou de fazer, com Spock respondendo "Ele sabe, doutor. Ele sabe". O Guardião transporta os três de volta ao planeta e reencontram a equipe avançada, constatando que a realidade foi restaurada. Todos são transportados de volta para a Enterprise.

## Produção

### Roteiro

#### Versões iniciais

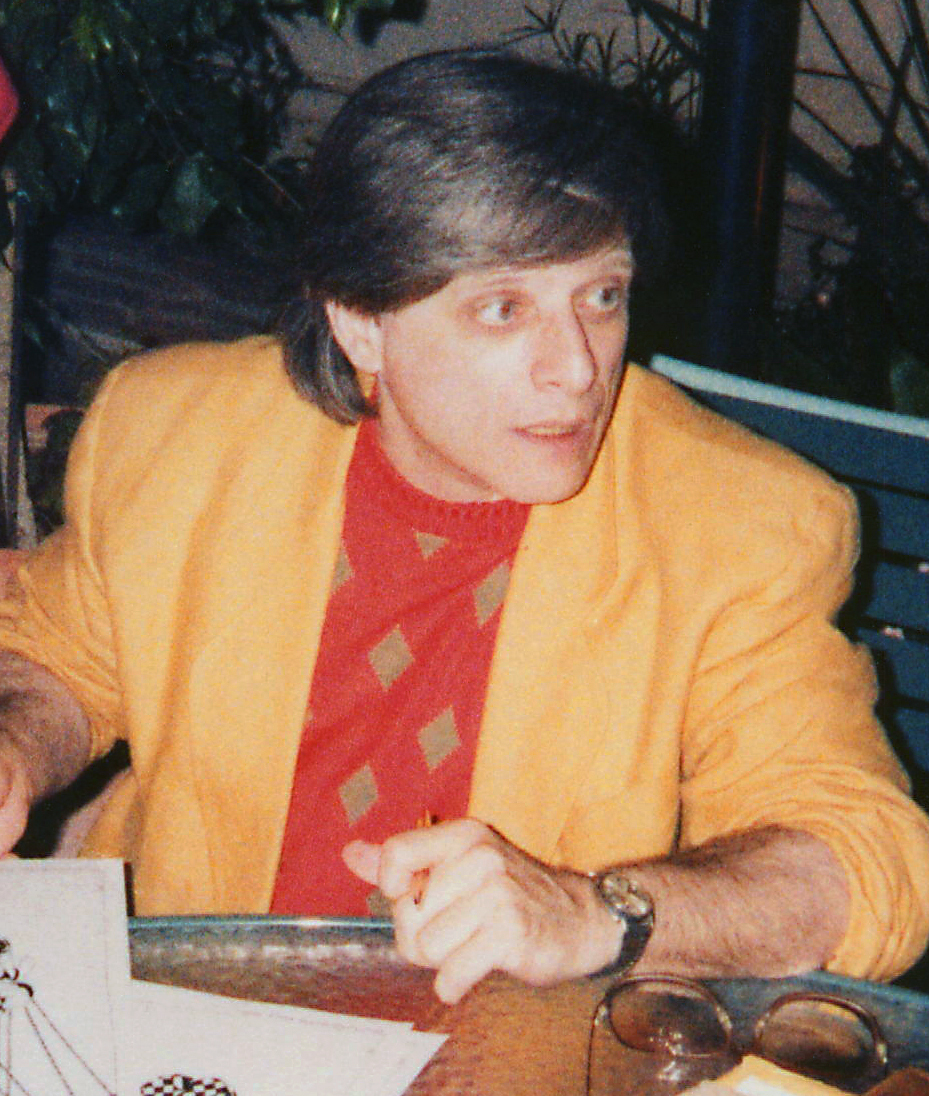
O autor Harlan Ellison desenvolveu as versões originais do episódio

Harlan Ellison foi um dos primeiros autores que o produtor executivo Gene Roddenberry recrutou para trabalhar em Star Trek: The Original Series. Roddenberry queria que os melhores autores de ficção científica escrevessem roteiros para a série e imediatamente identificou Ellison como um deles. O autor na época tinha vencido o Prêmio do Sindicato dos Roteiristas por Melhor Roteiro para uma Antologia Televisiva de 1965 por seu roteiro do episódio "Demon with a Glass Hand" de The Outer Limits. Ellison, em vez de receber uma premissa já criada, ganhou permissão para desenvolver uma ideia própria e propor um rascunho de dez páginas. Ele tinha lido uma biografia da evangelista Aimee McPherson e achou que seria algo interessante ter o capitão James T. Kirk viajar no tempo ao passado e se apaixonar por uma mulher de boas intenções similares, mas sendo uma pessoa que precisaria morrer para preservar o futuro. Ellison achou que teria um efeito devastador em Kirk.
Ele apresentou sua ideia a Roddenberry em março de 1966, sendo aceita. Ellison entregou seu primeiro tratamento uma semana depois. O produtor associado Robert H. Justman achou que a proposta era "brilhante". Ellison não teve tantas restrições quanto roteiristas posteriores na hora de escrever sua história, pois tinha sido contratado antes de uma bíblia para a série ter sido criada. Sua primeira versão tinha o tenente Richard Beckwith, que seria sentenciado a morte depois de matar outro tripulante pela ameaça de ter seu tráfico ilegal de drogas exposto. O autor incluiu este elemento porque achava que uma nave estelar seria como qualquer outra unidade militar e consequentemente teria pelo menos algumas pessoas fora de lei. Beckwith seria escoltado para a superfície de um planeta junto com Kirk, enquanto o comandante Spock viria com um esquadrão de execução. Todos estariam usando trajes espaciais por causa da atmosfera do planeta. Eles descobririam uma cidade de uma antiga civilização, a chamada "cidade à beira da eternidade" de Ellison. Ela seria habitada por seres de 2,7 metros de altura, os Guardiões da Eternidade, que protegeriam uma antiga máquina do tempo.
Kirk pediria para ver a história dos Estados Unidos na máquina e Beckwith pularia e desapareceria na projeção no momento que a Grande Depressão estaria sendo mostrada. Os guardiões informariam que a história tinha sido alterada e, ao retornarem para a USS Enterprise, Kirk e Spock descobririam que a nave estava tripulada por renegados. Eles lutariam à força até o teletransporte para voltarem à superfície, com os guardiões permitindo que os dois viajassem no tempo atrás de Beckwith. Seriam informados que Beckwith impedira a morte de uma Edith Koestler, quem Kirk se apaixonaria mesmo sabendo que ela deveria morrer. Kirk emocionalmente seria incapaz de impedir que Beckwith salve Koestler, com Spock precisando fazer isso. Roddenberry tinha pedido para que a nave especificamente estivesse em perigo, assim Ellison adicionou a tripulação de renegados.
Roddenberry discordou de algumas ações de Kirk, pedindo alterações para Ellison sem um pagamento adicional. O autor demorou cinco semanas para reescrevê-lo, em seguida Roddenberry passou mais comentários, que Ellison demorou mais duas semanas para responder. Uma versão foi recebida em 13 de maio e isto deixou Roddenberry e executivos da emissora NBC e da produtora Desilu Productions todos aliviados, pois outros roteiros estavam sendo apresentados, escritos e aprovados no mesmo tempo que Ellison estava demorando para revisar sua proposta. Esta versão abandonou os trajes espaciais por questões de custo e a informação dada pelos guardiões foi reescrita para ser mais generalizada e menos específica sobre a Terra. Ellison também alterou o sobrenome de Koestler para Keeler. Entretanto, a maior parte do enredo permaneceu inalterada.

#### Versões do roteiro
Justman imediatamente levantou preocupações sobre os custos em potencial de tentar filmar o tratamento. Ele estava especialmente preocupado com o efeito do portal do tempo, com uma cena que envolveria um mamute e com várias filmagens externas e noturnas que seriam necessárias para a história. Roddenberry mesmo assim pediu que Ellison escrevesse um roteiro de filmagem e reservou uma mesa para ele na sala do assistente de direção, esperando que o autor aparecesse no escritório todos os dias até terminar. Ellison acabou pedindo um escritório menor para si mesmo, mas não gostou do local que recebeu e passou a maior parte do seu tempo nas filmagens. Ele costumava deixar músicas de rock and roll tocando alto no escritório e então ia para filmagens. O editor de histórias John D. F. Black certa vez o pegou no estúdio durante as filmagens de "Mudd's Women" e fez com que fosse escoltado de volta ao escritório. A música alta continuou e Black foi pedir para Ellison abaixar o volume, porém ao chegar descobriu que o autor tinha saído pela janela e ido embora. Ellison em outras ocasiões ficou trabalhando até tarde da noite e dormiu no sofá do escritório de Justman. Os espaços designados para "The City on the Edge of Forever" foram sendo entregues para outros episódios à medida que os atrasos foram acumulando. Diferentes pessoas afirmaram que esse período teve durações diferentes, porém Ellison completou sua primeira versão do roteiro em três semanas, entregando-o para Justman em 7 de junho. Black depois disse que Ellison sempre teve "40 coisas acontecendo" em referência ao autor assumindo vários compromissos ao mesmo tempo. Ellison se defendeu dizendo que assumir vários compromissos simultâneos era o modo como escritores ganhavam a vida na década de 1960.
A satisfação inicial de Justman com a história durou pouco, percebendo rapidamente que seria infilmável devido aos custos e que os personagens não estavam se comportando de acordo com o guia dos roteiristas. Em certa cena entre Kirk e Spock, este último acusava os humanos de serem bárbaros, enquanto Kirk dizia que Spock era ingrato porque os humanos eram mais avançados do que os vulcanos. Justman achou que o roteiro era bom, mas não poderia ser reescrito e filmado em tempo para a primeira temporada. Foi pedido novamente que Ellison revisasse a história, com o autor culpando a NBC pelos pedidos, apresentando uma nova versão uma semana depois. Nesta altura a equipe de produção estava perdendo a paciência porque Ellison não estava revisando o roteiro de acordo com seus pedidos, com ele também começando a discutir com Justman sobre as dificuldades orçamentárias. Ellison entregou um segundo roteiro revisado para Justman em 15 de agosto com "esboço final" escrito na capa. Justman imediatamente escreveu um memorando ao produtor Gene L. Coon dizendo que Ellison, após cinco meses, não tinha reduzido as exigências de orçamento do episódio para algo que poderia ser filmado.

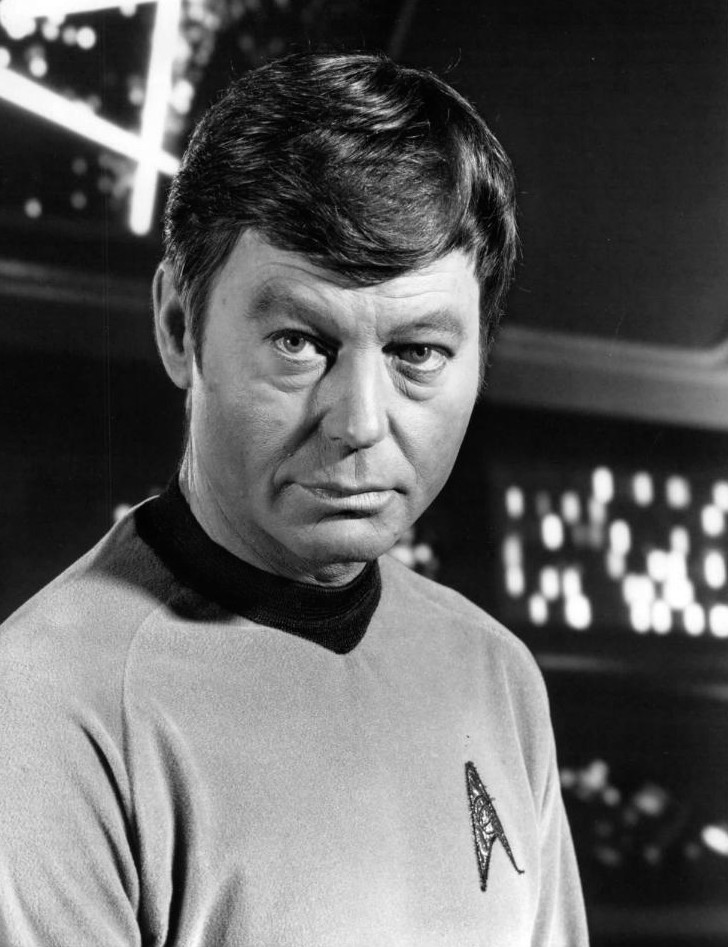
O acidente de overdose do doutor Leonard McCoy (imagem) foi adicionado por Steve W. Carabatsos

Roddenberry e Justman conversaram com Ellison querendo mais mudanças, mas este não foi convencido. O ator William Shatner, intérprete de Kirk, foi enviado para a casa do autor para tentar falar com ele. Shatner afirmou que Ellison gritou com ele e o expulsou de sua casa, já Ellison disse que Shatner leu o roteiro sentado em seu sofá e foi embora para dizer a Roddenberry que tinha gostado. O autor também sugeriu que o ator tinha um interesse pessoal na revisão do roteiro porque Leonard Nimoy, o intérprete de Spock, tinha mais falas do que ele, com Ellison dizendo que Shatner ficou contando as falas dos dois. Enquanto isso, Steve W. Carabatsos substituiu Black como editor de histórias e Coon o instruiu a consertar o roteiro. Carabatsos substituiu os novos personagens com um acidente em que o doutor Leonard McCoy sofre uma overdose de adrenalina e também removeu os Guardiões da Eternidade, substituindo-os com um portal de viagem no tempo. Ellison posteriormente o acusou de "passar uma motosserra" no roteiro. Roddenberry não gostou dessa nova versão a ponto de convencer Ellison a retornar a reescrever o roteiro outra vez.
O autor apresentou um roteiro revisado em 19 de dezembro, mas datado de 1º de dezembro. Justman sugeriu em um memorando que Roddenberry talvez seria capaz de reescrever essa versão para uma que poderia ser utilizada. Ele disse que apesar de ser uma "boa história" e que Ellison era um "escritor extremamente talentoso", o roteiro precisava ser reescrito por outra pessoa ou ser descartado completamente. Segundo os autores Marc Cushman e Susan Osborn, Roddenberry reescreveu a história durante as férias da virada do ano e entregou uma nova versão em 9 de janeiro de 1967. Entretanto, Justman e o executivo Herbert F. Solow afirmaram décadas depois que esse roteiro foi escrito por Coon. Independentemente disto, as mudanças incluíam a eliminação da Enterprise tomada por renegados e a adição de alguns elementos cômicos. Justman ficou satisfeito com as alterações e disse para Coon que a história estava próxima de ser filmável, mas que ainda assim estouraria o orçamento.
D. C. Fontana nessa época substituiu Carabatsos como a nova editora de histórias de The Original Series, tendo antes trabalhado como secretária de Roddenberry e assim estando ciente dos problemas do roteiro por ter lido as versões anteriores. Em seu primeiro dia de trabalho na nova função, Roddenberry lhe deu uma cópia da última versão escrita durante as férias e lhe instruiu a tentar reescrevê-la. Fontana posteriormente resumiu esse dia como se tivesse "entrado em um vespeiro" e que o roteiro era uma "granada viva". Dentre as mudanças estava a inclusão da droga ficcional cordrazina. Ellison criticou especificamente essa mudança, pois sua última versão tinha o veneno de um alienígena causando os sintomas em McCoy, dizendo que "[Roddenberry] preferia ter um cirurgião renomado agir de maneira tão estúpida a ponto de injetar em si mesmo uma droga mortal".
Justman elogiou a versão de Fontana, afirmando que era a mais provável de ser filmada, mas sugeriu que a história tinha perdido a "beleza e mistério inerentes no roteiro como [Ellison] originalmente escreveu". Justman falou que ficou triste, porque teria ficado "emocionado" com a versão de Fontana caso não tivesse visto as versões anteriores de Ellison. Roddenberry ainda estava insatisfeito e reescreveu o roteiro, datando o resultado em 1º de fevereiro, a versão final. Ellison posteriormente disse que elementos dos diálogos nessa versão eram "precisamente o tipo de baboseira utópica estúpida que Roddenberry amava", também comentando que o produtor executivo tinha "quase tanta habilidade de escrita quanto o pau mandado mais barato do setor". Shatner afirmou décadas depois que veio a acreditar que a versão final tinha sido na verdade escrita por Coon e apenas supervisionada por Roddenberry. Ellison pediu por meio de seu agente que fosse creditado sob o pseudônimo de Cordwainer Bird. Roddenberry, em resposta, ameaçou fazer com que Ellison fosse colocado na lista negra do Sindicato dos Roteiristas e o autor acabou sendo convencido a ser creditado com seu próprio nome. Nenhum dos outros roteiristas envolvidos quis receber crédito pelo roteiro, pois todos concordaram com Roddenberry que era importante que a série fosse associada com escritores como Ellison.

### Direção e elenco

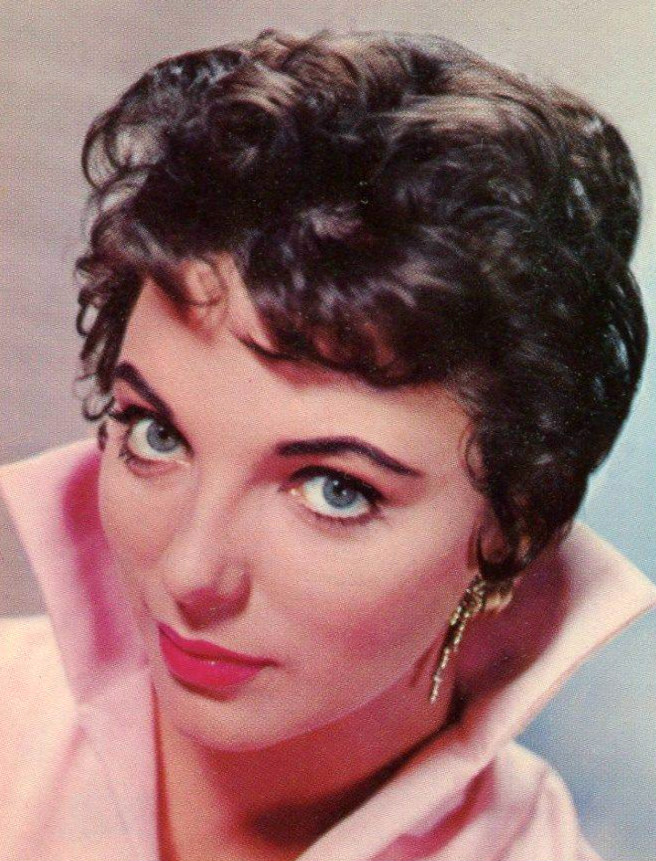
Joan Collins interpretou Edith Keeler em "The City on the Edge of Forever"

"The City on the Edge of Forever" foi dirigido por Joseph Pevney. Ele tinha experiência anterior na direção de longas-metragens e explicou que este foi o episódio de The Original Series que mais se aproximou com o mesmo nível de trabalho e desafio, comentando que o abordou como se fosse um filme. Pevney criticou a versão de Ellison, afirmando que o autor "não tinha noção de teatralidade" e que tinha sido algo bom que Roddenberry o reescreveu. Entretanto, elogiou os detalhes da ambientação da década de 1930 de Ellison e também a ideia geral por trás da história.
A equipe ficou surpresa quando a atriz Joan Collins expressou interesse em aparecer na série. Seu agente tinha lhe perguntado sobre aparecer na série e Collins, que nunca tinha ouvido falar de The Original Series, mencionou o assunto com seus filhos. Sua filha mais velha expressou entusiasmo e a atriz decidiu aceitar. O diretor de elenco Joe D'Agosta a chamou de uma "atriz notória", mas comentou na época que tinham visto diferentes tipos de atores expressando interesse em aparecerem na série. Pevney disse que Collins foi "muito boa nisto. Ela gostou de trabalhar na série e [Shatner] e [Nimoy] foram ambos muito bons com ela... Usá-la foi uma boa escolha". Collins depois incorretamente afirmou que Edith Keeler era uma simpatizante dos nazistas, um erro que foi repetido em suas biografias. Ellison afirmou que isso nunca fez parte da personagem.
John Harmon apareceu como um morador de rua e depois retornou em um papel maior no episódio "A Piece of the Action" da segunda temporada. Algumas fontes creditaram o ator James Doohan, o intérprete do comandante Montgomery Scott, como tendo feito a voz do Guardião da Eternidade, porém este foi na verdade dublado por Bartell LaRue. Este posteriormente apareceu em cena no episódio "Bread and Circuses" e fez mais trabalhos de dublagem em "The Gamesters of Triskelion",  "Patterns of Force" e "The Savage Curtain". Além disso, os atores David L. Ross e John Winston retornaram em "The City on the Edge of Forever" nos seus papéis recorrentes de tenente Galloway e tenente Kyle, respectivamente.

### Filmagens
As filmagens começaram em 3 de fevereiro de 1967 com a expectativa de que durassem seis dias, porém o cronograma foi ultrapassado em um dia e meio e terminou em 14 de fevereiro. O custo total de produção foi de 245 316 dólares, excedendo em muito o orçamento de 191 mil dólares. O orçamento normal dos episódios da primeira temporada era de 185 mil dólares. Roddenberry posteriormente afirmou que o episódio custou aproximadamente 257 mil dólares, mas que vinte mil dólares poderiam ter sido economizados caso não tivessem optado por atores e cenários de alta qualidade. Ele também falou que a versão de Ellison teria custado duzentos mil dólares a mais do que foi gasto.
As filmagens de The City on the Edge of Forever" começaram com externas nos estúdios Desilu Forty Acres em Culver City, com Pevney querendo finalizar todas as filmagens em locação em um único dia para poder produzir o episódio nos seis dias planejados. Os episódios "Miri" e "The Return of the Archons" tinham sido filmados no mesmo local. Nenhum dos produtores acreditava que Pevney conseguiria filmar o episódio nesse tempo, com a produtora Desilu Productions precisando conversar com a NBC com o objetivo de manter o orçamento já que a série estava com uma dívida de 74 507 dólares e dois episódios ainda para serem filmados. Várias cenas foram filmadas no primeiro dia e os trabalhos continuaram a noite, com o diretor não sabendo quando parar já que estava ficando sem tempo. O problema era que outras séries como Rango e Gomer Pyle – USMC tinham reservado o estúdio para os dias seguintes, com a equipe de The Original Series não sabendo se teriam tempo para retornarem depois e filmarem as cenas faltantes.
Houve uma pausa para o fim de semana e as filmagens recomeçaram nos estúdios Desilu Gower Street, onde a série My Three Sons era normalmente filmada. Esses estúdios foram usados para representar o restaurante popular de Keeler. O ator DeForest Kelley, o intérprete de McCoy, achou que seu personagem também deveria se apaixonar por Keeler, assim Pevney filmou cenas com esse elemento mas nunca as incluiu no corte final. Os dois dias seguintes foram passados nos mesmos cenários, enquanto no quinto dia foram gravar na ponte de comando da Enterprise. Este dia também deveria incluir cenas na sala do teletransporte e nos corredores da nave, mas estas foram adiadas para o dia seguinte já que a produção já estava atrasada em um dia. As filmagens foram para um cenário vizinho no meio do sexto dia para as cenas no Guardião da Eternidade, que foi usado pelos próximos dois dias e meio. A montagem de cenas históricas foram tiradas da biblioteca da Paramount Pictures, bem como a imagem da Ponte do Brooklyn.
Ellison por muito tempo afirmou que as ruínas ao redor do Guardião da Eternidade eram o resultado de alguém ter lido errado sua descrição no roteiro, que falava que a cidade era "coberta por runas". Ele depois foi informado que a palavra "runas" nunca apareceu em versão alguma dos seus tratamentos e roteiros, nem depois de serem reescritos por outros roteiristas, fazendo-o admitir que sua memória poderia estar errada e que ele talvez tenha dito ao diretor de arte Matt Jefferies que o cenário deveria parecer "Antigo, incrivelmente antigo, com runas em todos os lugares..." Ellison reconheceu que talvez tenha arrastado a palavra "runas" e Jefferies entendeu como "ruínas".

### Música
Várias faixas musicais de episódios anteriores foram reusadas em "The City on the Edge of Forever", incluindo usos grandes o bastante das trilhas de "The Cage", "Where No Man Has Gone Before" e "The Naked Time" para as quais o compositor Alexander Courage recebeu um crédito de "música adicional". Outras composições vieram "Charlie X", "The Enemy Within" e "Shore Leave". Uma trilha sonora original parcial foi composta por Fred Steiner, seu última contribuição para a primeira temporada. Suas composições para The Original Series costumavam se focar no uso de violinos e violoncelos para destacar momentos românticos. O episódio inclui a canção "Goodnight Sweetheart" de 1931, composta por Ray Noble com letras de Jimmy Campbell e Reg Connelly. A versão gravada para este episódio teve vocais de um músico de sessão desconhecido.
"Goodnight Sweetheart" foi licenciada para aparecer em "The City on the Edge of Forever", com Steiner inicialmente querendo usar motivos recorrentes da canção como base para sua trilha. Seu desejo era para que isto fosse sutil e para que a melodia fosse introduzida lentamente, mas Justman percebeu o que Steiner estava tentando fazer e proibiu porque não queria que a canção aparecesse muito cedo no episódio. Outro trabalho rejeitado de Steiner para o episódio foi uma nova faixa de créditos principais tocada com um saxofone e celesta, algo que ele esperava que iria ajuda a estabelecer o tom da década de 1930. A música original de "The City on the Edge of Forever" foi gravada em estéreo, algo incomum para The Original Series. Isto foi descoberto décadas depois e acredita-se que foi o caso poque os vocais estavam em uma faixa diferente.
A licença para "Goodnight Sweetheart" já tinha expirado quando o episódio foi lançado em mídia caseira na década de 1980. Uma nova trilha sonora foi composta para substituir a canção nos locais que era usada; entretanto, essas novas músicas não se encaixavam com as obras de Steiner porque usavam um arranjo orquestral diferente. O compositor não fora contatado ou informado das mudanças na música do episódio. As novas faixas foram compostas por J. Peter Robinson. A intenção original para o lançamento em DVD não era restaurar "Goodnight Sweetheart", porém a versão original com a canção foi incluída erroneamente e a Paramount supostamente foi obrigada a pagar o licenciamento. Já que isto tinha sido pago, todos os lançamentos subsequentes de "The City on the Edge of Forever" incluem a versão original de "Goodnight Sweetheart".

## Repercussão

### Transmissão
"The City on the Edge of Forever" foi exibido pela primeira vez nos Estados Unidos pela NBC em 6 de abril de 1967. Um relatório de doze cidades mostrou que o episódio registrou 11,64 milhões de telespectadores durante a primeira meia hora, ficando em segundo lugar na audiência atrás de Bewitched da ABC com 15,04 milhões e à frente de My Three Sons da CBS. Manteve a segunda posição na segunda meia hora com uma participação de 28,4 por cento, ficando atrás de Love on a Rooftop da ABC com 32,1 por cento.
A última fala do episódio, "Let's get the hell out of here" (em português: "Vamos dar o fora daqui") causou problemas porque a emissora não queria que a palavra "hell" ("inferno") aparecesse na televisão. Tanto Shatner quanto Roddenberry lutaram para que a fala não fosse cortada, com Roddenberry afirmando que nenhuma outra palavra seria adequada em seu lugar. Os executivos concordaram e essa foi uma das primeiras ocasiões em que a palavra "inferno" foi usada como um palavrão na televisão estadunidense.
Uma remasterização em alta definição de "The City on the Edge of Forever" foi produzida em 2006 e incluiu novos efeitos visuais e aprimoramentos da música e áudio. Essa versão foi exibida pela primeira vez nos Estados Unidos por redifusão em 7 de outubro, o quinto episódio The Original Series a ser remasterizado. O episódio foi disponibilizado para mais de duzentas emissoras locais pelo país com direitos de transmissão, assim dependendo do canal a transmissão do episódio remasterizado ocorreu no dia 7 ou 8.

### Crítica
"The City on the Edge of Forever" foi aclamado pela crítica especializada e membros da equipe de produção como um dos melhores episódios de The Original Series e da franquia Star Trek como um todo. Os autores Mark Jones e Lance Parkin descreveram este episódio como "Justamente considerado como o ponto alto do Star Trek original" e a "epítome do que Star Trek faz de melhor". Roddenberry em diversos momentos o colocou como um dos seus favoritos, se não o favorito. Fontana o escolheu como um de seus favoritos que escreveu mas não foi creditada, junto com "The Trouble with Tribbles". Shatner em vários momentos descreveu "The City on the Edge of Forever" ou "The Devil in the Dark" como seus favoritos, falando que o primeiro era uma "linda história de amor". Nimoy descreveu este episódio como "tão poderoso e significativo para o público de hoje quanto para os telespectadores lá atrás nos anos 1960". Kelley comentou que "Eu achei que foi um dos finais mais dramáticos já vistos em um programa de televisão".
Zack Handlen da The A.V. Club descreveu "The City on the Edge of Forever" como "um clássico justamente reverenciado". Ele achou que a overdose de McCoy no começo da história era algo que "forçava a barra" e também um elemento que dava ao episódio "um começo surpreendentemente estranho, com pouca indicação da grandeza que se seguiria". Handlen definiu o final como "brutal" e elogiou o dilema de Kirk diante da morte de Keeler. Handlen também chegou a sugerir que "The City on the Edge of Forever" teria sido um melhor último episódio da temporada do que o sucessor "Operation -- Annihilate". Torie Atkinson e Eugene Myers da Reactor acharam que "ele permanece um episódio incrível, frequentemente imitado mas raramente superado na ficção científica em qualquer meio". Ambos concordaram que momentos trágicos e cômicos ajudavam a equilibrar a história, dizendo que o final era abrupto mas adequado por causa da mudança em Kirk, mesmo com o Guardião da Eternidade falando que "tudo está como antes".
Keith R. A. DeCandido também da Reactor comentou que este episódio centrava-se em pessoas, algo que considerou um tema comum dentre os melhores episódios de The Original Series. Ele achou que apesar de pouco do roteiro original de Ellison ter ficado intacto, o espírito original da história permaneceu e isto é que fazia deste episódio tão bom. DeCandido também apoiou a opinião de Spock de que a compaixão de Keeler era algo admirável, mas na época errada já que uma guerra era iminente. Darren Franich da Entertainment Weekly comparou "The City on the Edge of Forever" com a série de televisão 12 Monkeys, dizendo que era "um dos maiores episódios de televisão" já feitos e que o final era "um dos melhores momentos de toda a história de Star Trek". Mesmo assim, Franich achou também que era "completa bobagem pseudocientífica. É maluco como só a ficção científica antiga é maluca — e é lento como só a televisão antiga é lenta" e que existiam nove "saltos de lógica narrativa" que o telespectador precisava aceitar.
"The City on the Edge of Forever" já foi listado por várias publicações como um dos melhores episódios de The Original Series e da franquia Star Trek, como por exemplo na TV Guide, Entertainment Weekly , IGN, Time, The A.V. Club, Hollywood.com, SciFiNow, Newsweek, Radio Times e Business Insider.

### Prêmios
O roteiro original de Ellison venceu o Prêmio do Sindicato dos Roteiristas de Melhor Drama Episódico em Televisão. Justman depois afirmou que a candidatura da versão original foi feita por rancor, enquanto Roddenberry comentou que "muitas pessoas receberiam prêmios se escrevesse roteiros com um orçamento de três vezes o custo do programa". As regras do Sindicato dos Roteiristas permitem que apenas os roteiristas creditados enviem roteiros para consideração e eles podem enviar qualquer versão que quisessem. "The City on the Edge of Forever" concorreu contra "The Return of the Archons", que tinha sido indicado pela equipe de produção. Coon supostamente disse na época que "Se [Ellison] vencer, eu vou morrer" e que "há dois roteiros indicados hoje para o Prêmio do Sindicato dos Roteiristas e eu escrevi ambos". Roddenberry e vários membros da equipe estava durante a cerimônia sentados na mesa que a Desilu tinha comprado, enquanto Ellison estava em outra. Quando "The City on the Edge of Forever" foi anunciado como o vencedor, os membros da equipe se levantaram e aplaudiram porque acreditavam que isso traria credibilidade para a série. O executivo Herbert F. Solow depois afirmou que a felicidade logo se transformou em terror quando Ellison começou a falar sobre interferência de executivos no processo de escrita, em seguida segurando uma cópia do roteiro original e gritando "Lembre-se, nunca deixe que eles te reescrevam!" O autor passou pela mesa da Desilu enquanto deixava o palco e chacoalhou o roteiro na frente de todos.
O roteirista Glen A. Larson depois afirmou que fora Coon quem reescreveu o roteiro e que foi esta versão enviada para o prêmio, algo que fez Ellison responder dizendo "pandas voarão do traseiro de Glen Larson!" Ele disse que teve a opção de escolher qual versão candidatar como o roteirista creditado. Outra afirmação foi feita pelo roteirista Don Ingalls, que disse que Ellison tinha admitido bêbado que tinha polido e melhorado o roteiro antes de enviá-lo para consideração, uma história depois publicada por Solow e Justman. Ellison negou as afirmações de Ingalls destacando que não bebia álcool porque não gostava do gosto e nunca tinha ficado bêbado, assim a história não poderia ser real. Solow, ao ser informado disto, supostamente prometeu adicionar uma nota na edição de brochura do seu livro corrigindo a história, porém manteve a versão de Ingalls.
"The City on the Edge of Forever" também venceu o Prêmio Hugo de Melhor Apresentação Dramática em 1968. Este prêmio foi baseado na versão filmada, mas como o nome de Ellison era o único roteirista creditado ele também venceu o prêmio junto com Pevney. Demorou 25 anos para que outra produção de Star Trek vencesse de novo, com a ocasião seguinte sendo em 1993 com "The Inner Light" de Star Trek: The Next Generation. Roddenberry posteriormente afirmou que estava presente para a entrega do prêmio em 1968 e disse que Ellison correu na frente dele para chegar no palco. Na realidade, Roddenberry não estava presente. Ellison depois comentou a vitória no Hugo pela versão filmada, dizendo "Eu gostaria de ser arrogante o bastante para pensar que o roteiro era tão bom que mesmo massacrando-o não poderiam machucá-lo" e que quanto comparado a outros episódios de The Original Series era "um programa muito bom". Roddenberry afirmou, em resposta às vitórias de Ellison pelo episódio, que tinha vencido um Prêmio Nebula por seu trabalho nele. Entretanto, isto não era verdade, já que uma categoria de Melhor Apresentação Dramática só foi criada no Prêmio Nebula em 1974.

## Mídia caseira e adaptações
"The City on the Edge of Forever" foi adaptado pela primeira vez como uma romantização em conto pelo autor James Blish e publicado na coleção Star Trek 2 em fevereiro de 1968. Blish tentou combinar elementos da versão televisiva e da versão original de Ellison depois deste ter lhe enviado uma cópia de seu roteiro. Este conto foi republicado em 2016 junto com outros 44 contos adaptações de episódios de The Original Series escritos por Blish e J. A. Lawrence em um volume único chamado Star Trek: The Classic Episodes. O roteiro original de Ellison foi adaptado em 2014 como uma história em quadrinhos intitulada Star Trek: Harlan Ellison's Original The City on the Edge of Forever Teleplay, publicada IDW Publishing. Ellison trabalhou com a IDW, com a adaptação sendo escrita por Scott Tipton e David Tipton e ilustrada por J. K. Woodward.
O primeiro lançamento em mídia caseira foi em fita cassete em 1982. Foi lançado em 1986 no formato LaserDisc junto com o episódio "The Alternative Factor". Mais lançamentos de todos os episódios da série ocorreram em VHS e Betamax. Foi lançado em DVD primeiro em 2000 em uma edição junto com "Errand of Mercy" e depois em 2004 como parte da coleção da primeira temporada. As três temporadas de The Original Series foram lançadas como uma caixa única no mesmo ano. A versão remasterizada foi incluída na coleção da primeira temporada lançada em DVD e Blu-ray em 2009. Também foi incluído em várias coleções em DVD de episódios da série.

## Legado
Uma das ideias propostas por Roddenberry enquanto um filme de Star Trek estava sendo desenvolvido na década de 1970 era ter a tripulação viajando no tempo até a década de 1960 e impedir o assassinato de John F. Kennedy. Esta ideia foi baseada em "The City on the Edge of Forever" por causa da popularidade do episódios entre os fãs. Quando Nimoy e o produtor Harve Bennett começaram a discutir ideias para o quarto filme da franquia, o gosto de Bennett por "The City on the Edge of Forever" fez com que ele sugerisse incorporar viagem no tempo no enredo, o que levou à Star Trek IV: The Voyage Home. A Paramount Pictures chegou a discutir possíveis enredos com Ellison. Uma referência foi incluída em "Past Tense" de Star Trek: Deep Space Nine na forma de um pôster para uma luta de boxe na década de 1930 entre Kid McCook e Mike Mason. Um pôster parecido apareceu em "The City on the Edge of Forever" para um luta em Nova Iorque, enquanto aquele de "Past Tense" era para uma revanche em São Francisco.

### Ellison e Roddenberry
Durante o período que o roteiro estava sendo desenvolvido, Roddenberry pediu para que Ellison o ajudasse a salvar The Original Series do cancelamento. Ellison concordou e formou o chamado "Comitê" junto com outros autores de ficção científica, incluindo Richard Matheson, Theodore Sturgeon e Frank Herbert. Ellison escreveu em nome de todos para a liderança combinada da mais recente Convenção Mundial de Ficção Científica, pedindo para que estes escrevessem para a NBC pedindo pela renovação da série. Shatner posteriormente creditou o autor por ter salvo The Original Series em sua primeira temporada. Entretanto, Roddenberry e Ellison ficaram sem se falar por anos depois de "The City on the Edge of Forever" ter sido finalizado. O autor disse que se sentiu usado, enquanto o produtor falou que Ellison estava sendo injusto e que tinha injustamente criticado veementemente o episódio em público. Ellison começou a vender cópias de seu roteiro em convenções, fazendo com que a Lincoln Enterprises de Roddenberry passasse a vender os roteiros da versão filmada. O autor registrou em 1975 os direitos autorais de sua versão do primeiro roteiro como lhe foi devolvido com comentários, publicando-o no livro Six Science Fiction Plays. Ele e Roddenberry estavam nesta altura tentando se reconciliar, com Ellison sendo convidado para apresentar uma ideia para um possível filme de Star Trek, mesmo tendo chamado a franquia de "morta" durante uma entrevista para o The Washington Post quando o projeto foi primeiro anunciado.
Entretanto, Roddenberry afirmou em uma entrevista em 1987 para a revista Video Review que Ellison tinha colocado no roteiro o personagem de Scott traficando drogas, respondendo que o produtor tinha "se vendido" quando lhe foi pedido para remover isso. Em nenhuma das versões dos esboços ou roteiros Scott alguma vez traficou ou ingeriu drogas. Roddenberry continuou a repetir essa afirmação no mesmo período, incluindo para uma entrevista na revista Cinefantastique e em várias convenções. Duas edições depois da Video Review, o autor Alan Brennert escreveu na seção de cartas para negar que esse elemento envolvendo Scott algum dia existiu. Roddenberry escreveu de volta para Brenner em 25 de março e admitiu que errou na questão de Scott e as drogas. Mesmo assim, outras publicações continuaram a repetir as afirmações errôneas de Roddenberry. O produtor também disse em março de 1991 na revista The Humanist que havia criado Keeler baseada em seu pai, um policial.
Ellison por anos não discutiu as questões do episódio por escrito além da introdução de Six Science Fiction Plays até um que foi abordado pela revista TV Guide em dezembro de 1994. Ele estava relutante em falar e assim, querendo que ela fosse embora, pediu por uma quantia de dinheiro que acreditava ser cinco vezes maior do que a revista já tinha pagado por uma entrevista. A TV Guide aceitou e ele escreveu um artigo, algo que imediatamente gerou uma reação negativa por parte dos fãs de Star Trek.
O autor publicou em 1996 em um livro seu roteiro original e um ensaio detalhando todo o seu lado da história. Ele afirmou que nunca recebeu mais do que uma "ninharia" por seu trabalho e que "todo bandido, idiota de estúdio, aproveitador de moda semianalfabeto e comerciante engordou como uma larva em um cadáver com o que eu criei", dizendo que este foi o motivo de ter publicado o livro. Ellison processou a CBS Television Studios, detentora dos direitos de Star Trek, em 13 de março de 2009, querendo 25 por cento de receitas líquidas de merchandising, publicação e outras receitas do episódio desde 1967. O processo também criticava o Sindicato dos Roteiristas por ter falhado repetidas vezes em agir em sua defesa. Ellison afirmou em um comunicado de imprensa que "Não é sobre 'princípio', amigo, é sobre o dinheiro! Pague-me! Estou fazendo pelo desrespeito de 35 anos e pelo dinheiro". Ellison e a CBS chegaram a um acordo em 22 de outubro e ele afirmou que estava satisfeito com o resultado.

### Guardião da Eternidade
O Guardião da Eternidade reapareceu no episódio "Yesteryear" de Star Trek: The Animated Series, em que durante pesquisas temporais a linha do tempo é alterada de novo e Spock é registrado como tendo morrido ainda criança. O Guardião foi dublado nesta ocasião por Doohan. O personagem apareceu novamente no episódio em duas partes "Terra Firma" de Star Trek: Discovery, tendo mudado para um planeta diferente e adquirido a habilidade de projetar um avatar humano chamado Carl, interpretado por Paul Guilfoyle.
Um retorno do Guardião da Eternidade em The Next Generation foi proposto pelos roteiristas Trent Christopher Ganino e Eric A. Stillwell durante o processo de desenvolvimento do episódio "Yesterday's Enterprise". Isto seria na forma de cientistas vulcanos liderados por Sarek, o pai de Spock, acidentalmente viajando no tempo e alterando a história de Vulcano pela morte de Surak, o fundador da lógica vulcana. Vulcanos e romulanos tornariam-se aliados e Sarek retornaria no tempo e assumiria o papel de Surak para restaurar a linha do tempo. Entretanto, o produtor executivo Michael Piller queria um enredo centrado nos personagens de The Next Generation e assim essa ideia foi abandonada.

### Romances e quadrinhos
O Guardião da Eternidade apareceu em vários romances ambientados no universo de Star Trek. O primeiro foi Star Trek: The New Voyages em 1976, uma compilação de contos. O conto "Mind Sifter" de Shirley S. Maiewski tinha Kirk preso na Terra da década de 1950 em um hospital depois de ter sido sequestrado por um klingon e levado a viajar pelo Guardião da Eternidade. Em Yesterday's Son de Ann C. Crispin de 1983, Kirk, Spock e McCoy usam o Guardião para visitarem o passado de Sarpeidon, do episódio "All Our Yesterdays". Eles descobrem que Zarabeth, um antigo amor de Spock, morreu anos antes mas deu a luz um filho dele, Zar. Este livro foi um sucesso e Crispin escreveu uma sequência, Time for Yesterday em 1988, em que o Guardião sofre alguma espécie de defeito e a tripulação da Enterprise precisa da ajuda de Zar para consertá-lo.
Imzadi de Peter David em 1992 teve de base a mesma premissa que a versão de Ellison de "The City on the Edge of Forever", porém desta vez foi o comandante William Riker de The Next Generation quem viajou ao passado para salvar a vida da conselheira Deanna Troi. David achou que, já que Ellison não pode usar essa ideia no episódio, ele poderia usá-la em um livro. O Guardião também aparece em Federation, escrito por Judith e Garfield Reeves-Stevens em 1994, em que mostra três eventos históricos para Kirk.
O conto "Guardians" de Brett Hudgins foi publicado na coleção Star Trek: Strange New Worlds de 2004, em que os horta do episódio "The Devil in the Dark" colonizam o planeta do Guardião e atuam como seu protetor por mais de cinquenta mil anos. O romance Provenance of Shadows de David R. George III de 2006 é baseado na realidade em que McCoy fica preso no passado depois de atravessar o Guardião e ninguém vai resgatá-lo. Os eventos de "The City on the Edge of Forever" são recontados na ficcional The Autobiography of James T. Kirk, de David A. Goodman, em que o trauma de perder Keeler faz Kirk temer entrar em relacionamentos duradouros depois disso.
O Guardião da Eternidade aparece na história em quadrinhos No Time Like the Past da Gold Key Comics por George Kashdan e Al McWilliams, publicada em 1978. Nela, Kirk, Spock e McCoy precisam corrigir a história depois de outra pessoa ter usado o Guardião e viajado para o século II a.C., encontrando Aníbal e os romanos durante as Guerras Púnicas. O Guardião também aparece nas edições 53 e 57 do quadrinho Timecrime da DC Comics, por Howard Weinstein, Rod Whigham, Rob Davis e Arne Starr.